# Mercedes Pascual
Mercedes Pascual (sinh tại Uruguay) là một nhà sinh thái học lý thuyết, đồng thời giữ chức vị Giáo sư tại Khoa Sinh thái và Tiến hóa tại Đại học Chicago, nơi cô lãnh đạo phòng thí nghiệm Mô hình hóa và Lý thuyết về Sinh thái học và Dịch tễ học (MATE). Cô trước đây là Giáo sư Đại học Rosemary Grant tại Đại học Michigan và là Điều tra viên của Viện Y khoa Howard Hughes.
Pascual đã phát triển các mô hình hệ thống để nghiên cứu các chu kỳ phức tạp, bất thường trong hệ sinh thái, sử dụng các phương pháp toán học, thống kê và tính toán. Cô áp dụng các mô hình này vào nghiên cứu mạng lưới thức ăn, sinh thái học và dịch tễ học, đặc biệt là sự tiến hóa của các bệnh truyền nhiễm.
Cô đã phát hiện ra mối quan hệ giữa các kiểu khí hậu El Niño và sự xuất hiện của dịch tả ở Bangladesh. Một trong những mô hình mà cô báo cáo là các tập El Nino đang trở thành một động lực ngày càng mạnh mẽ của sự bùng phát dịch bệnh. Công trình của cô có thể là bằng chứng định lượng đầu tiên cho thấy sự thay đổi khí hậu toàn cầu ảnh hưởng đến một bệnh truyền nhiễm. Các bệnh khác mà cô nghiên cứu bao gồm sốt rét  và cúm. Mô hình của cô có thể được sử dụng dự đoán để hỗ trợ sức khỏe cộng đồng.

## Giáo dục
Pascual sinh ra ở Uruguay và lớn lên ở Argentina và Brazil. Cha cô là một kỹ sư hóa học.  Pascual đã làm công việc đại học trong sinh học và toán học biển tại Universidade Santa Úrsula (USU, 1978-1979) và tại Đại học Công giáo của Rio de Janeiro (PUC, 1980). Cô đã nhận được bằng Licentiate về sinh học tại Đại học de Ciencias Exactas y Naturales ở Buenos Aires, Argentina năm 1985. Cô đã nhận được một ThS. trong toán học từ Đại học bang New Mexico ở Las Cruces, New Mexico năm 1989.
Pascual đã nhận bằng tiến sĩ về hải dương học sinh học từ một chương trình chung của Viện Công nghệ Massachusetts và Viện Hải dương học Woods Hole, tham dự từ năm 1989.  Cô đã làm việc với Hal Caswell.  Luận án của cô là về một số vấn đề phi tuyến trong sinh thái sinh vật phù du.  Cô đã làm công việc sau tiến sĩ tại Đại học Princeton từ năm 19951997.